# Hallie (Wisconsin)
Hallie es un pueblo ubicado en el condado de Chippewa en el estado estadounidense de Wisconsin. En el Censo de 2010 tenía una población de 161 habitantes y una densidad poblacional de 8,36 personas por km².

## Geografía
Hallie se encuentra ubicado en las coordenadas 44°52′38″N 91°22′25″O / 44.87722, -91.37361. Según la Oficina del Censo de los Estados Unidos, Hallie tiene una superficie total de 19.26 km², de la cual 19.26 km² corresponden a tierra firme y (0%) 0 km² es agua.

## Demografía
Según el censo de 2010, había 161 personas residiendo en Hallie. La densidad de población era de 8,36 hab./km². De los 161 habitantes, Hallie estaba compuesto por el 94.41% blancos, el 0% eran afroamericanos, el 2.48% eran amerindios, el 2.48% eran asiáticos, el 0% eran isleños del Pacífico, el 0.62% eran de otras razas y el 0% pertenecían a dos o más razas. Del total de la población el 3.11% eran hispanos o latinos de cualquier raza.